# Stasimopus spinipes
Stasimopus spinipes là một loài nhện trong họ Ctenizidae. S. spinipes được miêu tả năm 1917 bởi J. Hewitt.